# 여양로
여양로(Yeoyang-ro)는 경기도 양평군 여흥동에서 버스터미널사거리에서 양평군 개군면을 잇는 도로이다.

## 주요 경유지
경기도
- 양평군 (여흥동) - 여주시 (오학동 - 대신면)

## 노선 경로
| 이름             | 접속 노선                        | 경유지                                   | 경유지                             | 비고 |
| ---------------- | -------------------------------- | ---------------------------------------- | ---------------------------------- | ---- |
| 버스터미널사거리 | 영릉로 세종로                    | 양평군                                   | 여흥동                             |      |
| 상동사거리       | 지방도 제345호선 (주내로) 청심로 | 양평군                                   | 여흥동                             |      |
| 여주대교         |                                  | 양평군                                   | 여흥동                             |      |
|                  | 여주시                           | 오학동                                   |                                    |      |
| 신륵사거리       | 여주시                           | 오학동                                   | 지방도 제345호선 (신륵로) 강변북로 |      |
| 오학사거리       | 여주시                           | 오학동                                   | 도예로                             |      |
| 천남사거리       | 여주시                           | 대신로                                   | 대신면                             |      |
| 천낭교           | 여주시                           |                                          | 대신면                             |      |
| 가산 교차로      | 여주시                           | 여주북로                                 | 대신면                             |      |
| (이름없음)       | 여주시                           | 대신로                                   | 대신면                             |      |
| 초현삼거리       | 여주시                           | 지방도 제341호선 (대신1로)               | 대신면                             |      |
| 율촌교           | 여주시                           |                                          | 대신면                             |      |
| (이름없음)       | 여주시                           | 대신2로                                  | 대신면                             |      |
| 보통 교차로      | 여주시                           | 여주북로 보통1길                         | 대신면                             |      |
| 대신 IC 교차로   | 여주시                           | 제52호선 광주원주고속도로                | 대신면                             |      |
| 천서교           | 여주시                           |                                          | 대신면                             |      |
| 천서사거리       | 여주시                           | 국가지원지방도 제70호선 (이여로) 여양1로 | 대신면                             |      |
| 개군로와 직결    |                                  |                                          |                                    |      |

## 주요건물및 시설
- 여흥초등학교(여양로 91/상동 110)
- SK에너지 보문석유주유소 (여양로 208/천송동 564-1)
- CU 여주오학타운점 (여양로 339/오학동 272-4)
- HD현대오일뱅크 오학주유소 (여양로 349/오학동 100-6)
- SK에너지 강남주유소 (여양로 681/천남리 65-3)
- SK에너지 백두한라주유소 (여양로 1233/초현리 437)
- 경기관광고등학교(여양로 1416/율촌리 271)
- 창명여자중학교 (여양로 1416/율촌리 271)
- 대신파출소 (여양로 1436/율촌리 282-2)
- 대신면 행정복지센터 (여양로 1456-16/율촌리 390)
- GS25 여주대신점 (여양로 1479/율촌리 343-4)
- 농협 대신농협 클린주유소 (여양로 1537/보통리 127)
- 농협 대신농협 하나로마트 (여양로 1540/보통리 106)
- 보통2리마을회관 (여양로 1625/보통리 248-2)
- GS칼텍스 내산주유소 (여양로 1678/보통리 497-1)
- SK에너지 세경SK주유소 (여양로 1801/당남리 101-1)
- CU 천서리점 (여양로 1987/천서리 620-1)
- GS25 여주천서리점 (여양로 2004/천서리 644-2)
- GS칼텍스 코리아주유소 (여양로 2012/천서리 646-1)
- S-OIL 한강주유소 (여양로 2140/상자포리 265-1)
- 상자포리마을회관 (여양로 2180/상자포리 314-4)
- 농협 개군농협주유소 (여양로 2215/상자포리 410-2)